# Ximena Escalante
Ximena Escalante (Ciudad de México, 1964) es una dramaturga y guionista mexicana. Escribió su primera obra, Las viudas, a los 14 años. Actualmente, imparte talleres de dramaturgia en La Capilla y el Centro de Capacitación Cinematográfica. Desde 2017 es creadora, impulsora y parte de los talleres de especialización en dramaturgia en línea que promueve el Instituto Cultural Helénico (capilla y claustro). También es parte de la carrera en Dramaturgia y guion impartida en CasAzul. Es nieta del director y productor de teatro Álvaro Custodio, fundador del Teatro Clásico de México en la década de 1960. 

## Estudios
Estudió dirección de escena  en el Centro Universitario de Teatro de la Universidad Nacional Autónoma de México (UNAM), dónde tuvo como maestro a Ludwik Margules. Posteriormente hizo un diplomado en la Escuela de Escritores en España y una licenciatura en la Real Escuela Superior de Arte Dramático de Madrid (RESAD) en  Escritura y Ciencias Teatrales. Ha obtenido ayuda del FONCA, Jóvenes Creadores, y del Ministerio de Cultura y Ciencia de España para sus estudios y creaciones.
Ha tomado diversos talleres de escritura y dirección escénica con Hugo Argüelles, José Luis Alonso de Santos, William Layton y Juan José Gurrola.  Escribió para el periódico mexicano REFORMA durante 6 años, desde el 2000, una columna de teoría e investigación teatral; también ha escrito para la RESAD y la UNAM. Sus obras de teatro se han traducido a diferentes idiomas, entre ellos: al inglés, francés, alemán, griego, holandés, italiano y portugués; además se han presentado en diferentes partes del mundo Estados Unidos, Canadá, Francia, Países Bajos, Italia , Argentina, Chile, España y Grecia.

## Premios
En el período 2009-2012 recibe la distinción de “Creador Artístico” del Sistema Nacional por parte del FONCA. Su obra "Andrómaca real" es presentada en el Tish School of Arts en enero del 2009 como resultado de haber ganado en el festival HotlNK en Nueva York; en ese mismo año es invitada al Salon du Livre donde monta cuatro de sus obras bajo el nombre Polyptyque Escalante. Durante el período 2011-2012 fue elegida como dramaturga residente en la compañía de teatro francesa Nouveau Théatre du 8-e.
Participó en dos ocasiones en el Pen Voices Festival de Nueva York como invitada; también ha sido invitada a distintas ferias de libro como la Feria Internacional del Libro en Santo Domingo y la Miami Interional Book Faire, Feria Internacional del Libro en Guadalajara, The Banff Center. La obra Unos cuantos piquetitos fue comisionada por el World Theater and Music Festival de Holanda. También tiene la distinción de la Rockefeller Foundation.

## Obras
- 1994. Vacío Azul, publicada en la antología Hacerle el teatro de Plaza y Valdez.
- 1996. La siesta de Pirandello, publicada en compilaciones del Departamento de Escritura y Ciencias Teatrales de la RESAD.
- 1997. Cary Grant, publicada en compilaciones del Departamento de Escritura y Ciencias Teatrales de la RESAD.
- 2002. Freda y otras griegas, publicada en ediciones El Milagro, Casa de las Américas, en Le mirroir qui Fume de Francka y en el Theater der Ziet de Alemania.
- 2003. Yo también quiero un profeta
- 2005. Colette, dirigida por Mauricio García Lozano.[6]
- 2006. Unos cuantos piquetitos
- 2006. La piel, producida por la Compañía de Teatro de Ciertos Habitantes.
- 2007. Andrómaca Real, producida por la Compañía Nacional de Teatro.
- 2007. Touché o la erótica del combate
- 2008.Monologs estrenada en Roma y dirigida por la compañía de Monologs en Chile.
- 2008. Electra despierta
- 2010. Neurastenia una obra sobre el Bicentenario de México.
- 2012. Las relaciones (sexuales) de Shakespeare (y Marlowe).
- 2012. Tennessee en cuerpo y alma, dirigida por Francisco Franco.[6]
- 2014. Grito al cielo con todo mi corazón.

### Largometrajes
- Stella adaptación de una obra de teatro homónima, comisionada por Alfonso Arau.
- Carlota y ellos, comisionada por la empresa Plethora Media Works de California, Estados Unidos.

### Televisión
- Corazón partido para la cadena Argos.
- Vivir sin ti para TV Azteca.
- Prohibido amar para TV Azteca.
- Códigos Privados para Televisa con coautoría de Antonio Serrano.
- Como ama una mujer con coautoría de Antonio Serrano, serie de televisión producida por Jennifer López.
- Las malcriadas para TV Azteca.